# Mai 1895

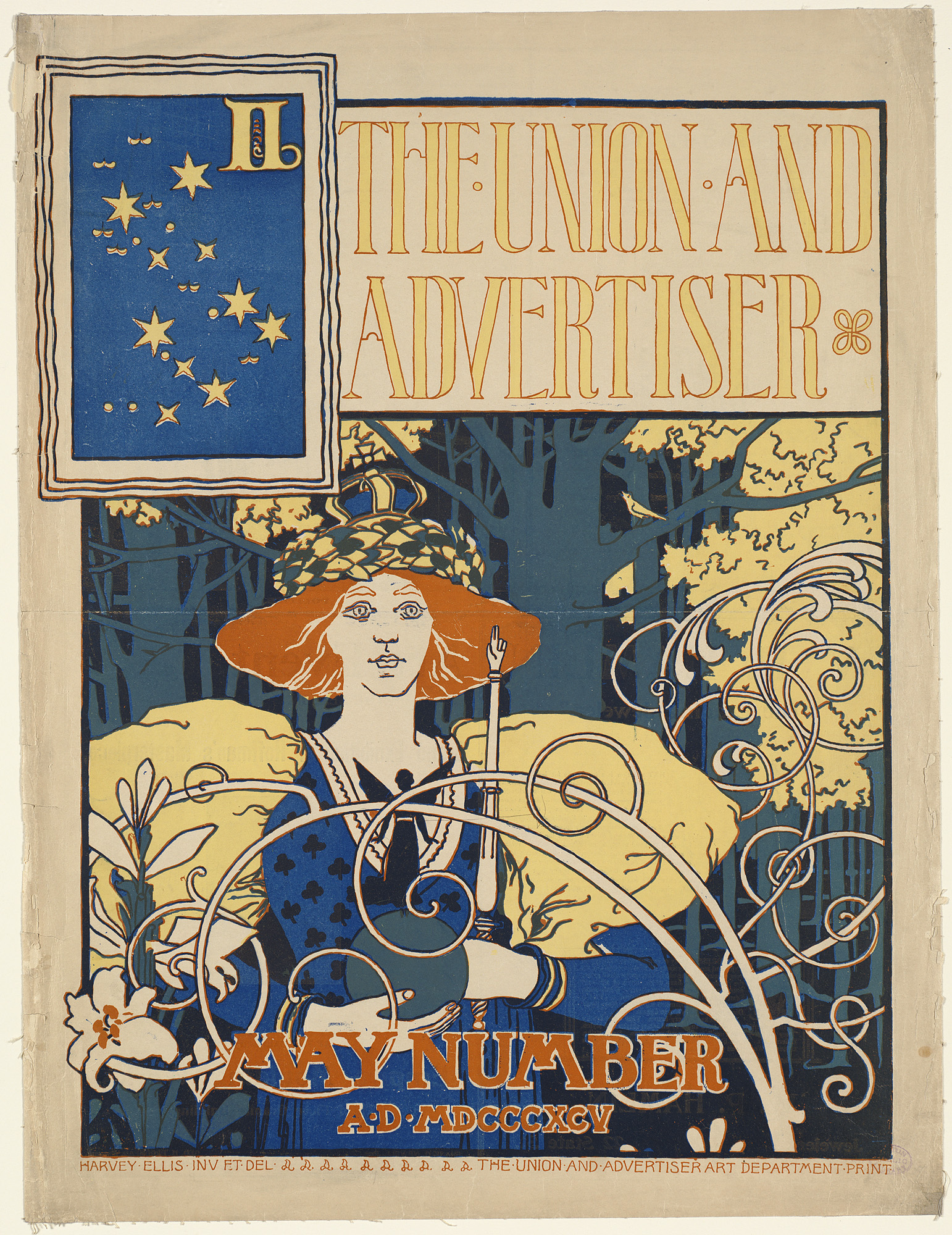
illustration incluant le texte "may MDCCCXCV"

## Événements
- 11 mai (Allemagne) : le Reichstag repousse la loi sur les partis révolutionnaires, qui envisageait, en dehors des délits déjà prévus, la condamnation des attaques contre l’Église catholique.

- 18 mai :
  - le capitaine Georges Destenave signe un traité de protectorat avec le Royaume du Yatenga.
  - Course automobile italienne, Turin-Asti-Turin. Simone Federman s’impose sur une Daimler.

## Naissances
- 8 mai : José Gómez Ortega dit « Joselito » ou encore « Gallito », matador espagnol († 16 mai 1920).
- 12 mai : William Francis Giauque, chimiste.
- 27 mai : Douglas Lloyd Campbell, premier ministre du Manitoba.

## Décès
- 4 mai : Eugène Bellangé, peintre français (° 14 février 1837).